# Безменов, Юрий Александрович
Юрий Александрович Безменов, также известный под именем Томас Дэвид Шуман (англ. Tomas David Schuman; 1939, Мытищи, Московская область, СССР — 1993, Уинсор, Онтарио, Канада) — специалист советской пропаганды, дезинформации и подрывных действий, сотрудник КГБ; работал в Агентстве печати «Новости», посольстве СССР в Индии. В 1970 году бежал на Запад, где некоторое время жил под именем Томас Шуман. После того как КГБ вычислил его, публично раскрыл некоторую информацию о советской пропаганде и диверсионной деятельности в интервью, лекциях и нескольких брошюрах.

## Биография
Родился Юрий Александрович Безменов в 1939 году в городе Мытищи, в пригороде Москвы. Его отец был офицером Генерального штаба Советской Армии. Юрий учился в Институте восточных языков МГУ на специализации индийской культуры и индийских языков. В течение обучения стал также младшим офицером административной и военной разведки. После завершения обучения был окончательно завербован КГБ. Первое назначение было в Индию переводчиком в советской группе экономической помощи, занимавшейся строительством нефтеперерабатывающего комплекса в штатах Бихар и Гуджарат. После примерно двух лет (в 1965) был отозван обратно в Москву, где назначен в отдел политических публикаций Агентства печати «Новости». Эта структура по словам Безменова специализировалась на пропаганде и дезинформации. Как рассказывает Безменов, около 75 % работников агентства на самом деле были действующими офицерами КГБ, а остальные — контролируемыми КГБ авторами, PR-специалистами, информаторами и т. д. Также в агентстве «Новости» на самом деле не было никаких новостей. Он сказал, что, когда он был журналистом, такой функции, как освещение новостей, у него не было. Основная его функция, кроме написания, редактирования и перевода пропагандистских материалов, которые должны были распространяться в иностранных СМИ, заключалась в сопровождении иностранных делегаций, их спаивании, «промывании им мозгов» и выполнении другой работы, чтобы они принесли в свои страны ту информацию и мнения, которые были нужны для идеологических диверсий КГБ. Далее попеременно работал в Агентстве печати «Новости» в Москве и в советском посольстве в Индии на должности пресс-офицера, позже — пресс-атташе.

### Побег на Запад
В 1970 году из Индии Безменов бежал в Канаду. По словам Безменова, он не мог доверять никому: ни индийской полиции, ни сотрудникам посольства США или других стран, поскольку советского перебежчика могли сдать. Его бегство выглядело просто как исчезновение. Он принял образ хиппи, которые массово гуляли рядом с посольством, присоединился к их группе и через некоторое время покинул страну. ЦРУ помогло Безменову «перевоплотиться» в другое лицо — Томаса Шумана. В интервью причину своего бегства Безменов объяснял так: 
Лично я никогда материально НЕ страдал от коммунизма просто потому, что вырос в семье высокопоставленного военного офицера. Большинство дверей было открыто для меня, большинство расходов оплачивались правительством... Главной причиной моего побега был моральный протест против бесчеловечных методов советской системы. Я протестовал, прежде всего, против притеснений наших диссидентов и интеллектуалов... Во-вторых, когда я начал работать в советском посольстве в Индии, то с ужасом обнаружил, что мы в миллион раз являемся большими угнетателями, чем какая-либо другая колониальная или империалистическая сила в истории человечества. Что моя страна привносит в Индию не свободы, прогресс и дружбу между народами, а расизм, эксплуатацию, рабство, а также экономическую неэффективность. Поскольку я полюбил Индию, то обнаружил в себе нечто, что по стандартам КГБ очень опасно и называется «расколотая лояльность». Это когда агенту страна назначения нравится больше, чем собственная. Я буквально влюбился в эту прекрасную страну, страну значительных контрастов, но также большой смиренности, большой терпимости и также философских и интеллектуальных свобод. Мои предки еще жили в пещерах и ели сырое мясо в то время, как Индия была высокоразвитой нацией шесть тысяч лет назад. Поэтому, очевидно, выбор был не в пользу моей собственной страны. Я решил бежать и полностью отделить себя от грубого режима.

### Поздние годы и смерть (1986—1993)
В 1989 Безменов развелся с женой, Tecc, и переехал в Уинсор, Онтарио, в то время как она осталась жить в Монреале. Два года спустя Безменов начал преподавать международные отношения в Windsor College. В декабре 1992 года Безменов посетил экс-жену и их детей на Рождество. Две недели спустя, 6 января 1993, газета «Windsor Star» сообщила о смерти Безменова, произошедшей днём ранее, как о «массивном сердечном приступе» на фоне алкоголизма.

## Наследие
После смерти Безменова, его модель советской подрывной деятельности исследовалась и интерпретировалась преподавателями и персоналом "Объединенного университета специальных операций США" (англ.: Joint "Special Operations University"). JSOU использовал модель для анализа исторических событий, включая десятилетнюю российскую кампанию[какую?] перед конфликтом с Грузией в 2008.
Работы Безменова были цитированы старшим директором Центра Дипломатии и Международного Сотрудничества имени Байдена в Пенсильванском университете и бывшим заместителем помощника министра обороны Майклом Карпентером.
Лекции Безменова были также использованы доцентом Йельского университета Ашей Рангаппой как пример активных мероприятий в контексте российских дезинформационных кампаний 2017 года внутри Соединённых Штатов.
19 августа 2020 года интервью Безменова, данное американскому тележурналисту Роберту Редстоуну в 1984 году, было использовано как основа международного тизера игры «Call of Duty: Black Ops Cold War».

## Методика идеологических диверсий КГБ
В своих лекциях, интервью и брошюрах Безменов описал методику работы органов пропаганды и дезинформации Советского Союза со странами, которые надо было ослабить и покорить. Этот процесс носил название «идеологической диверсии». Безменов подчеркивал, что речь идёт не о шпионаже.
«Если обобщить всё время, деньги и усилия КГБ, направленные за пределы СССР, то мы увидим, что на шпионаж из них расходуется только 10 — 15 %. Остальное же идёт на идеологические диверсии, которые в большинстве своём осуществляется средствами, которые не противоречат законам свободных стран, и просматриваются, только если дать себе немного времени, усилий и проницательности, чтобы их увидеть». Идеологическая диверсия имеет четыре стадии (далее схема из брошюры Юрия Безменова «Письмо Америке с любовью» страница 22. Перевод не дословный, в скобках — на языке оригинала).
| Сферы | Методы | Результаты |
| ПЕРВАЯ СТАДИЯ. ДЕМОРАЛИЗАЦИЯ — ОТ 15 ДО 20 ЛЕТ | | |
| Мировоззрение (Ideas) | | |
| Религия (Religion) | Политизировать, коммерциализировать, сводить к развлечению (Politicize, commercialize, entertainment)                                                    | Смысл жизни (Death wish) |
| Образование (Education) | Всеобщность (нивелирование элитарного образования), содержание образования не формирует «систему координат» (Permissiveness, relativity)                 | Невежество (Ignorance) |
| Медиа (Media) | Монополизировать, манипулировать, дискредитировать, а не специализировать (Monopolize, manipulate, discredit, non-issues)                                | Непонимание, близорукость / «создание в обществе оппонента полностью искаженной картины реальности, в которой никто, несмотря на доступность информации, не сможет дойти до логических выводов относительно самозащиты и обороны собственной страны, семьи или сообщества» (Uninformed myopia) |
| Культура (Culture) | Фальшивые герои и ложные модели поведения (False heroes and role models)                                                                                 | Безвольность, попсовость (Addictive fads, «mass») |
| институциональная система (Structure) | | |
| Право и порядок (Law and order) | юридический позитивизм, аморальный закон (Legislative, not moral)                                                                                        | Вера в то, что система обеспечивает справедливость (Mistrust «Justice») |
| общественные отношения (Social relations) | Права, но не обязанности (Rights vs. obligations) | Меньше личностной ответственности (Less individual response) |
| Безопасность (Security) | Спецслужбы, полиция, военные (Intelligence, police, military)                                                                                            | Беззащитность (Defenselessness) |
| Внутренняя политика (Internal politics) | Раздробленность, соперничество (Party, antagonisms) | Разобщенность (Disunity) |
| Внешняя политика (Foreign) | ненадежные партнеры (Salt…friends) | Изоляция (Isolation) |
| Жизнь людей (Life) | | |
| Семья, общество (Family, society) | разваливать (Break up) | никакой лояльности (No Loyalty (state)) |
| Здоровье (Health) | Спорт, здравоохранение (подрывать), вредная еда (Sports, Medicare, Junk food)                                                                            | Слабое население (Enfeebled masses) |
| Позиции в обществе различных групп (Race) | Опускать элиты, настраивать группы друг на друга (Lower the Uppers, Bible genetics vs. environment)                                                      | Ненависть, разделённость (Hatred, division) |
| Население (Population) | Отнять землю, урбанизировать (De-land, Urbanize) | Отчуждённость (Alienation) |
| Труд (Labor) | Профсоюзы против общества (Unions vs. Society) | Преследование (Victimization) |
| ВТОРАЯ СТАДИЯ. ДЕСТАБИЛИЗАЦИЯ (ОТ 2 ДО 5 ЛЕТ) | | |
| Борьба за власть как самоцель (Power struggle) | Популизм, безответственная борьба за власть (Populism, Irresponsible power struggle)                                                                     | Большой брат, желание «сильной руки» (Big brother) |
| Экономика (Economy) | Разрушение торговых и договорных отношений (Destruction of bargaining process)                                                                           | Податливость Большому брату (Yield to big brother) |
| Модус общества и порядка (Society fiber, Law) | Низовое участие / Прямое воздействие активных групп на государственные процессы, нивелирование институциональной организации (Grass roots participation) | Власть толпы (Mobocracy) |
| Внешние отношения (Foreign) | Изоляция, мультикультуризм и коммунистический интернационал (Isolation, Multi-nations, and Central Comm.)                                                | Исключительность, Враждебное окружение (Prestige, Belligerent encirclement) |
| ТРЕТЬЯ СТАДИЯ. КРИЗИС (ОТ 2 ДО 6 МЕСЯЦЕВ) | | |
| На этой стадии «радикалы», сознательные и бессознательные агенты, другие манипулируемые группы должны максимально быстро насильственно захватить власть и изменить структуру власти. Если предыдущие стадии были хорошо проработаны, большинство общества будет полностью дезориентировано и не сможет противостоять, кроме того оно даже может приветствовать такие действия         | | |
| ЧЕТВЕРТАЯ СТАДИЯ. НОРМАЛИЗАЦИЯ | | |
| Слово нормализация здесь применяется иронически. Когда советские танки въехали в Чехословакию в 1968 году, Брежнев сказал: «Теперь ситуация в Чехословакии нормализована». Нормализация может продолжаться сколь угодно долго, страна уже находится под контролем. На этой стадии нейтрализуются (в том числе путем физического уничтожения) те, чьими руками осуществлялась диверсия | | |

Безменов подчеркивает, что эти результаты не обязательно должны достигаться усилиями диверсанта. КГБ в подрывной работе использует тот же принцип, который есть в японских боевых искусствах, в частности дзюдо — использовать энергию противника, чтобы побороть его (например, не отражать удар, а использовать силу противника против него самого). «Страна, которая является целью, очевидно имеет в какой-то области проблемы. Если это свободное демократическое общество, то существует много различных общественных движений в этом обществе. И в каждом таком обществе/группе есть люди, которые действуют против общества. Например преступники, те, кто антагонистически настроены к политике государства, психотические личности, которые вообще против всего, и, наконец, есть небольшая группа агентов иностранных государств, купленные, обманутые и завербованные. Когда все эти группы будут направлены в одном направлении — это идеальный момент, чтобы подхватить и продолжить их движение, пока они не подтолкнут всё общество к кризису». На примере религии, нужно ослаблять ее, способствуя «всевозможным сектам и культам, которые привлекают внимание людей. Даже если такие секты является наивными, это не имеет значения. Пока общепринятая религиозная норма медленно подтачивается и люди сбиваются с главной цели религии (иметь связь с Богом), это срабатывает для цели идеологической диверсии. Далее смешивайте настоящие уважаемые религиозные организации с сектами. Отбейте внимание людей от настоящей веры и рассредоточьте их на различные замены».